# (3635) Kreutz
(3635) Kreutz es un asteroide perteneciente al grupo de los asteroides que cruzan la órbita de Marte descubierto por Luboš Kohoutek el 21 de noviembre de 1981 desde el Observatorio de Calar Alto, España.

## Designación y nombre
Kreutz recibió inicialmente la designación de 1981 WO1.
Más tarde, en 2004, se nombró en honor del astrónomo alemán Heinrich Kreutz (1854-1907).

## Características orbitales
Kreutz orbita a una distancia media del Sol de 1,795 ua, pudiendo acercarse hasta 1,643 ua y alejarse hasta 1,946 ua. Tiene una inclinación orbital de 19,22 grados y una excentricidad de 0,0843. Emplea en completar una órbita alrededor del Sol 878,2 días.

## Características físicas
La magnitud absoluta de Kreutz es 14,6 y el periodo de rotación de 280 horas. Está asignado al tipo espectral S de la clasificación SMASSII.